# ونمیسا، سو پاریش
ونمیسا، سو پاریش (به لاتین: Vanamõisa, Saue Parish) یک روستا در استونی است که در دهستان سائو واقع شده‌است.